# Meltzl Hugó

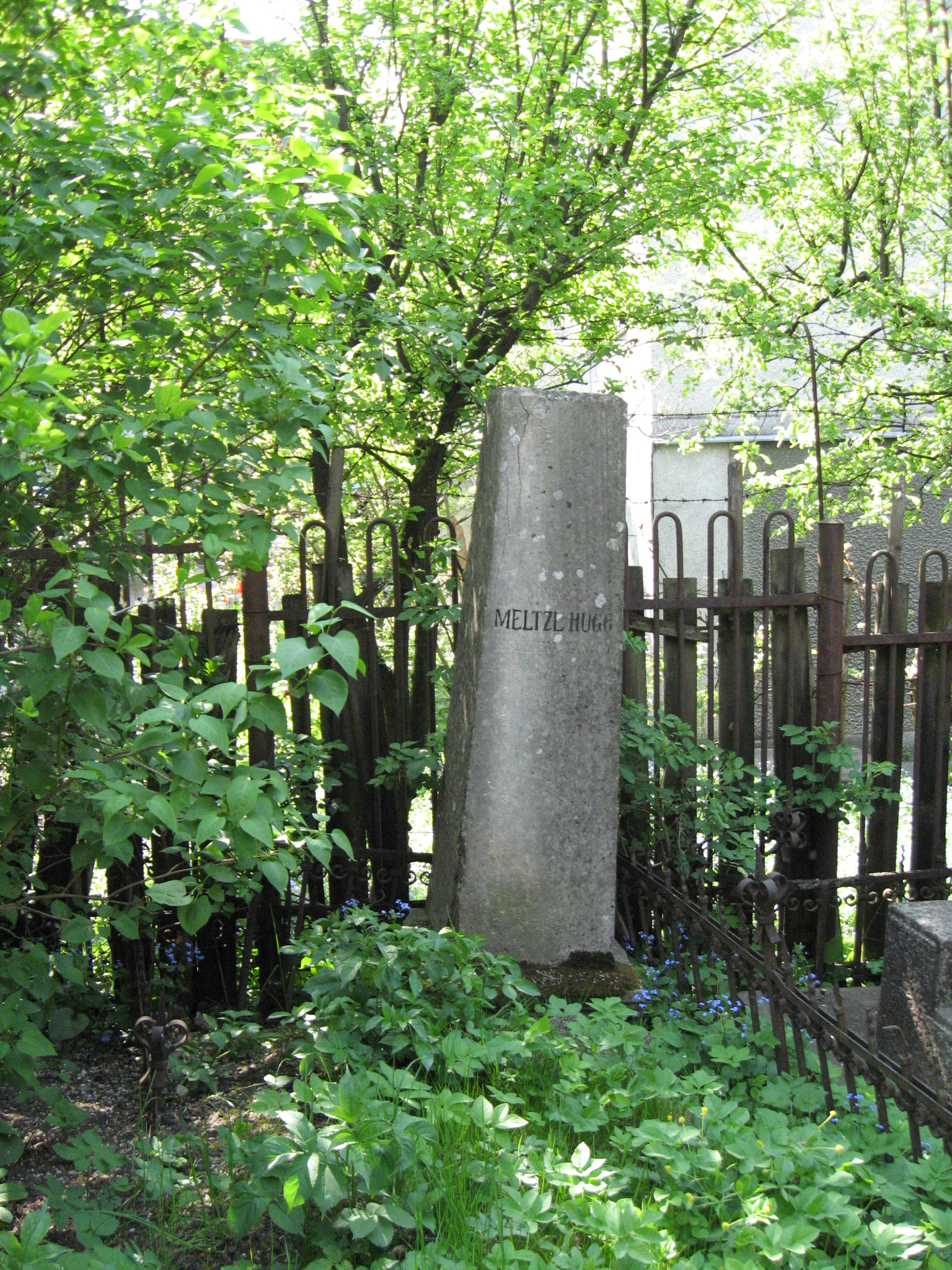
Sírja a kolozsvári Házsongárdi temetőben

Lomnitzi Meltzl Hugó (Szászrégen, 1846. július 31. – Nagyvárad, 1908. január 20.) bölcsész, irodalomtörténész, egyetemi tanár, dékán, rektor.

## Életpályája
Meltzl Hugó német anyanyelvű volt. Tanulmányait Kolozsváron és németországi egyetemeken folytatta, 1872-ben, a frissen létrejött kolozsvári egyetemen kinevezték a német nyelv és irodalom rendes (később a francia és olasz nyelv jogosított) tanárává, 1888–1889-ben a bölcsészeti kar dékánja, 1894–1895-ben pedig az egyetem rektora volt.  Hosszabb utazásokat tett a külföldön, Algériát is bejárta. Széles körű kapcsolatokat tartott külföldi tudósokkal. Nagy érdeme, hogy megismertette külföldön Petőfi Sándor és Eötvös József munkásságát. 
Cikkei a Történeti Lapokban,  a Magyar Polgárban,  a Petőfi Társaság Lapjában, a Koszorúban, az Ellenzékben a Kelet Népében jelentek meg.
Brassai Sámuellel együtt szerkesztette és kiadta a többnyelvű Összehasonlító Irodalomtörténeti Lapokat (Acta Comparationis Litt. et Fontes Compar. Litt. Universarum) 1877-1888 között.
Írói álneve Lomnitz Hugó.
Elhunyt 1908. január 20-án, élete 62., házassága 35. évében, örök nyugalomra helyezték 1908. január 23-án délután 3 órakor az ágostai evangélikus egyház szertartásai szerint. Neje Berger Hermine volt. Fia, Meltzl Balambér (1880-?), a római jog művelője volt.

## Egyesületi, testületi tagságai
- Az Országos Középiskolai Tanárvizsgáló Bizottság tagja
- A Petőfi Társaság tiszteletbeli tagja
- Az Erdélyi Irodalmi Társaság tiszteletbeli tagja
- A frankfurti Freie Deutsche Hochstift tagja
- A philadelphiai Antiquarian and Numismatic Society tagja
- A lipcsei Akademisch-Philosophischer Verein tagja
- A palermói Királyi Tudományos Akadémia tagja

## Munkái
Kozma Dezső
- Petőfi, Gedichte. München, (1867.). Lipcsében nyomatott, az ajánlás Heidelbergben kelt 1867 tavaszán.
- Stellung, Maas und Methode der Philosophie in der Gymnasial-Pädagogik. Leipzig, 1872.
- Schopenhauer Arthur bölcselmi elődei. Kolozsvár, 1873. (A kritikai irodalomtörténet fogalmáról).
- Petőfi pamphletistái és panegyristái. Uo. 1874.
- Petőfi Sándoron, a mi szivünk szerint való, nagy emlékezetű poétánkon megpróbált, legutolsó erőszakról szóló, kurta, de igaz hűséggel elbeszélt historia. Uo. 1874.
- A kritikai irodalomtörténet fogalmáról. Egyszersmind bevezetésül a német irodalom új korának történetéhez. Felolvasás, mellyel a kolozsvári egyetemen a német irodalom kritikai előadását 1873. okt. 22. megkezdette. Bécs, 1875.
- Petőfi nicht werth von ungarischen Universitäten gefeiert zu werden. Authentische Documente zur Geschichte einer merkwürdigen These des Herrn Prof. an der Klausenburger Universität Adalbert Szász. Uo. 1875. és 1884.
- Grün Anasztáz. Kolozsvár, 1876.
- Die verhängnissvollen Tränen. Uo. 1877. (Gedicke dr. hagyatékából kiadott japán dráma).
- Akademisch-philosophisch Sänge und Klänge. Leipzig, 1877.
- Petőfi Ausztriában és Ausztráliában. Kolozsvár, 1878. (Különny. a M. Polgárból).
- II. Oszkár király szkáld költeményei. Uo. 1878.
- Jile Romart. Volkslieder der transilv.-ungar. Zigeuner. Uo. 1878.
- La réforme litteraire en Europe. Uo. 1878.
- Hymnes et odes inédites de feu Ch. Ziegler-Carlopago ...
- Nathaniana. Zur 100-jähr. Feie des Lessing'schen Drama's. Uo. 1879.
- A műfordítás alapelvei Petőfire való tekintettel. Kolozsvár, 1879. (Acta Comparationis).
- Der Wahnsinnige Petőfi's. Az őrült. Originaltext der ersten Ausgabe. Verdeutschung. Lesearten. Commentar. Leipzig, 1879. (Ism. Heinrich G. Egyet. Philol. Közlöny 1881.).
- A siciliai Petőfi-iskola. (Olaszul). Palermo, 1880. (Magyarul a Kelet 1879. 1. és köv. sz.).
- Az Eddabeli Atlamal és a gót ó-izlandi hagyományok magyar tanuságai. Kolozsvár, 1880. (Különny. a Magyar Polgárból).
- Fritzlaui Hermann Sente Elsebétje. Uo. 1880.
- Die Rätsel- und Vexirfragenpoesie der Szekler. Uo. 1880.
- Kantiana Hungarica. Festschrift zum Centenarium der kritik der reinen Vernunft. Uo. 1881.
- Das sogeannte Skolian des Hybrias. Uo. 1881.
- Petőfi, Eperjesi vérpad. (Ein unbetileltes Fragment aus des Dichters Nachlass. Uo. 1881.).
- Petőfi jelszava. Hat sorból hét czikk. Philosophiai-aesthetikai tanulmány. Uo. 1882. és 1885.
- Petőfi's Wolken. Lübeck, 1882.
- Die Minckwitzische Ode, ihr epitheton ornans und Neologismus. London, 1882.
- Goethe's Weltliteratur. Neun Thesen zur Semisaecularfeier des Todes Goethes XXII. März. Uo. 1882.
- Zur Lehre von versteckten Praefix. Uo. 1882.
- La Préambule Selinuntine et le Dieu Povos. Palermo, 1883.
- Les trois L de Dante. Firencze, 1883. és Kolozsvár, 1886.
- Solidarität des Astarte- und Madonnacultus. Kolozsvár, 1884.
- Das verstärkte Praefix. Uo. 1884.
- Petőfi's ausgewählte Gedichte. München, 1883.
- Petőfi-Felhők. Uo. 1884. (Az editio princeps diplomatikus hű lenyomata 1846-ból, kritikai jegyzetekkel).
- Palaeográfiai és szövegkritikai észrevételek az Eddahoz. Uo. 1885.
- Polydora nova. Lieder aus 33 Sprachen. London, 1885.
- Száztizenegy nap Carthago romjain. Kolozsvár, 1885.
- Istar és Isolt. Uo. 1885.
- Folksongs of the Acta comp. Filadelfia, 1885.
- Scheffel als Mensch. Hermannstadt, 1886.
- Denkmünze zum Centenarium Schopenhauers. Klausenburg, 1886.
- Die Monstanz. Uo. 1886.
- Die Mütter. Anregung zu neuer Deutung der schwierigsten Scene des II. Theiles des Faust. Uo. 1888. (Lomnitz Hugo névvel).
- A philosophia fogalma új szempontból. Uo. 1894. (Mindezen munkák részben csak 30-40 példányban jelentek meg, nagyrészt mint különnyomatok hazai s külföldi hirlapokból és sajat folyóiratából, azért valóságos könyvészeti ritkaságok).